# Robert Kraichnan
Robert Harry Kraichnan (Filadelfia, 15 gennaio 1928 – Santa Fe, 26 febbraio 2008) è stato un fisico statunitense noto per i suoi studi teorici sul problema della turbolenza.

## Biografia
Kraichnan studiò fisica presso il MIT, ottenendo il dottorato nel 1949. Nel 1949/50 entrò a far parte dell'Institute for Advanced Study di Princeton, dove fu uno degli ultimi assistenti di Albert Einstein.
Dopo la sua nomina a Princeton, lavorò alla Columbia University e al Courant Institute of Mathematical Sciences della New York University. Dal 1962 in poi, si sostenne con borse di ricerca e lavorò come consulente freelance per il Los Alamos National Laboratory, la Princeton University, l'Office of Naval Research, la Woods Hole Oceanographic Institution e la NASA. Aveva una grande passione per l'escursionismo, per cui andò a vivere prima sulle montagne del New Hampshire e successivamente a White Rock, nel Nuovo Messico, e infine a Santa Fe, vicino a Los Alamos. Nel 2003, tornò al mondo accademico dopo essere stato nominato Homewood Professor presso la Whiting School of Engineering della Johns Hopkins University, ma ormai era già malato. Kraichnan si sposò due volte, avendo un figlio, John, dalla sua prima moglie.

## Ricerche
Negli anni '50, il suo lavoro era incentrato sulla teoria quantistica dei campi e sul problema a molti corpi quantistico, sviluppando a partire dal 1957 un metodo per trovare una formulazione autoconsistente per le teorie dei campi a molti corpi, i modelli a N accoppiamenti casuali, nei quali N copie di una teoria microscopica sono accoppiate insieme in modo casuale.
Basandosi sui lavori precedenti di Andrej Kolmogorov (1941), Lars Onsager (1945), Werner Heisenberg (1948), Carl Friedrich von Weizsäcker ed altri sulla teoria statistica della turbolenza, Kraichnan sviluppò nel 1957 un approccio di teoria dei campi sul moto dei fluidi, derivato da metodi per il problema quantistico a molti corpi: l'approssimazione di interazione diretta. Nel 1964/5, riformulò questo approccio nella descrizione lagrangiana, apportandone correzioni. La teoria statistica della turbolenza nei liquidi viscosi descrive il moto del fluido mediante una distribuzione del campo di velocità dotata di invarianza di scala, il che significa che la dipendenza tipica della velocità in funzione del numero d'onda è del tipo legge di potenza. Nello stato stazionario, i vortici su scala più grande (quindi lunghezza d'onda elevata) si disintegrano in quelli più piccoli, trasferendo la loro energia a vortici con scale di lunghezza più piccole. Questo tipo di trasferimento è dovuto agli effetti non lineari delle equazioni di Navier-Stokes. Nelle fasi finali della cascata di energia, alle scale di lunghezza più piccole, la viscosità diventa importante e l'energia cinetica si dissipa in calore.
Kraichnan sviluppò le sue teorie sulla turbolenza nel corso di molti decenni e fu uno dei principali teorici americani in questo settore. Dal 1967 in poi, affermò che per la turbolenza bidimensionale l'energia non va da grandi scale (determinate dalla dimensione degli ostacoli nel flusso) a quelle più piccole, come fa in tre dimensioni, ma invece fluisce da piccole a grandi scale. Questa teoria è chiamata cascata inversa di energia, e si applica in particolare all'oceanografia fisica e alla meteorologia, poiché i flussi di grande scala sulla superficie terrestre sono approssimativamente bidimensionali. La teoria fu testata e confermata per la prima volta negli anni '80 dai dati raccolti dai palloni meteorologici, ed è attualmente considerata acclarata.
Fu influente anche un suo lavoro del 1994 che presentava un modello di turbolenza risolvibile in modo esatto, ora chiamato modello di Kraichnan. Questo modello prevede esponenti di scala anomali calcolabili esattamente per l'avvezione di un campo scalare passivo, come la concentrazione di un colorante iniettato nel fluido, che non si diffonde ma si muove con il fluido lungo le linee di flusso.
Già quando era solo uno studente delle superiori, Kraichnan stava indagando attivamente sulla teoria della relatività generale e la sua ricerca vinse il prestigioso concorso scientifico Westinghouse per studenti. Riscrisse tale lavoro per la sua tesi di laurea al MIT nel 1947, dal titolo "Teoria quantistica del campo gravitazionale lineare". Seguendo un approccio che fu ripreso da Suraj N. Gupta, Richard Feynman e Steven Weinberg, Kraichnan mostrò che, sotto alcune lievi ipotesi secondarie, le equazioni non lineari complete della relatività generale derivano dalla loro forma linearizzata: una teoria quantistica dei campi di una particella di spin 2 priva di massa, il gravitone, accoppiata al tensore energia impulso. Le equazioni non lineari complete emergono quando il quadrimpulso dei gravitoni stessi viene incluso nel tensore energia impulso in un modo unico autoconsistente.

## Premi e riconoscimenti
- Premio Otto Laporte dell'APS nel 1993
- Premio Lars Onsager dell'APS nel 1997[18]
- Premio Dirac dell'ICTP nel 2003[19]

Robert Kraichnan era inoltre membro dell'Accademia nazionale delle scienze statunitense.